# 적층 결함
적층 결함(積層缺陷, stacking fault)은 층이 쌓이는 순서가 잘못되는 결정 결함이다. 조밀 격자에서는 적층 결함이 나타나기 쉬운데 면심 입방 격자와 조밀 육방 격자는 유사한 구조를 가지고 있으나 적층 순서가 다른 것이기 때문이다. 따라서 두가지 순서가 뒤죽박죽된 적층 결함이 종종 나타난다.